# White Island (New Hampshire)
White Island ist eine Insel im Golf von Maine vor der Küste des US-Bundesstaates New Hampshire. Es ist die südlichste der Isles of Shoals und bei Niedrigwasser mit dem nordwestlich liegenden Seavey Island verbunden. Südlich liegt das Riff der White Island Ledge. Der Name wurde auf die gebleichte Erscheinung der Klippen zurückgeführt, auch wenn diese sich nicht von den benachbarten Inseln unterscheidet. Auf White Island Insel steht ein Leuchtturm, das Isles of Shoals Light. Weitere Bauwerke sind das ehemalige Leuchtturmwärterhaus sowie Nebengebäude. Dessen Wärter war von 1839 bis 1846 Thomas Laighton, der mit seiner Familie in dieser Zeit auch auf der Insel wohnte. Eine seiner Töchter war die spätere Dichterin Celia Thaxter, die das Leben auf der Insel mit dem Leuchtfeuer in ihren Werken beschrieb. White Island war zunächst von den Leuchtturmwärtern des US Lighthouse Service und danach von ihren Nachfolgern der Küstenwache bis 1986 bewohnt, als der Leuchtturm automatisiert wurde. Danach war das Wärterhaus zeitweilig an eine Tauchschule vermietet und wurde zuletzt von der Audubon Society of New Hampshire genutzt, die von dort aus das Seeschwalbenansiedlungsprojekt auf Seavey Island betreut. 1993 kam White Island als Historic Site unter die Verwaltung der New Hampshire Division of Parks and Recreation, einer der fünf Abteilungen des Department of Natural and Cultural Resources.